# Dime novel

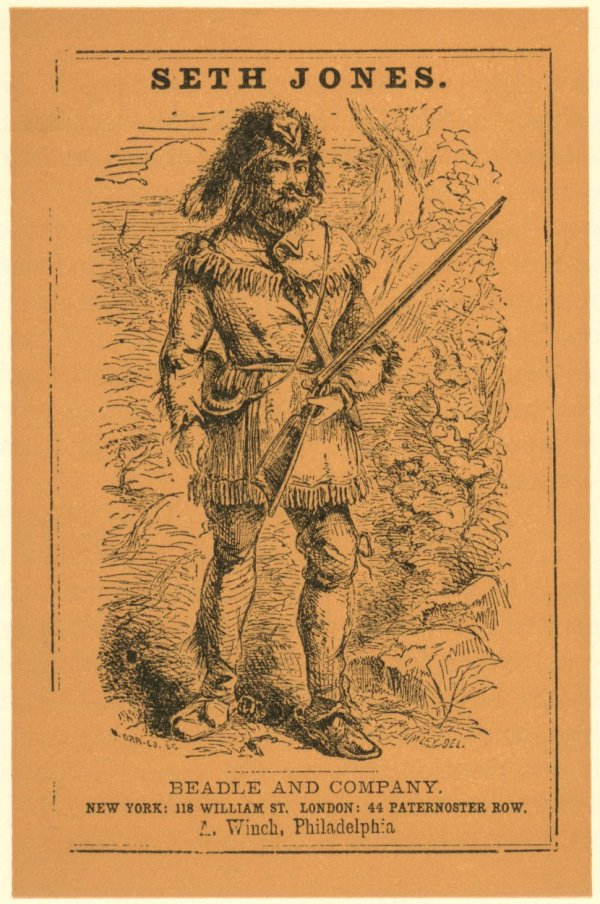
Copertina di Seth Jones o The Captives of the Frontier di Edward S. Ellis 1860

Le dime novel costituiscono un genere di racconti popolari, corrispondenti ai penny dreadful britannici, diffusosi negli Stati Uniti d'America durante il XIX secolo, tra il 1860 e il 1895.
Il nome fa riferimento al basso costo, oltre che alla scadente qualità che li caratterizzava; in italiano dime novel è infatti traducibile con «romanzetto da quattro soldi», corrispondendo un dime a 10 cents.
Contrapposti ai romanzi sentimentali domestici (domestic novel), rivolti per lo più alle donne della piccola e media borghesia, le dime novel derivavano da un nuovo genere sensazional-moralistico diffusosi dal 1840, derivato dal classico romanzo western, che mirava a celebrare principi morali convenzionali attraverso racconti d'azione, proponendo la contrapposizione del bene contro il male. Le dime novel nascono ufficialmente nel 1860, quando la casa editrice Beadle & Adams pubblicò uno di tali racconti al costo di un dime: Malaeska: The Indian Wife of the White Hunter (Malaeska: la moglie indiana del cacciatore bianco), scritto da Anna Sophia Stephens; il successo fu immediato. Caratterizzate da storie di guerra, di storia o comunque d'azione, erano rivolte soprattutto a giovani della bassa società, a lettori poco istruiti, per la gran parte di genere maschile.
Le dime novel, che traevano ispirazione direttamente dal mito del vecchio west, erano ambientate nell'era dei pionieri, della rivoluzione o della guerra civile, e vedevano protagonisti personaggi come Kit Carson e Buffalo Bill. Pur restando immutata la struttura narrativa, il dime novel attraversò una lieve evoluzione: quando infatti la minaccia indiana iniziava ad essere considerata obsoleta, i cowboy solitari lasciarono il posto da protagonista a spie e poliziotti impegnati a combattere il crimine nelle città: tra questi divenne molto popolare il personaggio di Nick Carter, che si avvarrà già dal 1908 di una prima trasposizione cinematografica, tant'è vero che a partire dai primissimi decenni del XX secolo l'eredità delle Dime novel si è poi spostata sulle riviste, i fumetti supereroistici e i romanzi di fantascienza.
Per queste riviste scrivevano anche scrittori di fama come Theodore Dreiser e Upton Sinclair, che per l'occasione preferivano firmare con degli pseudonimi. Fra le case editrici più prolifiche si ricorda soprattutto la Street & Smith di New York fondata nel 1855.
Una delle più importanti collezione di dime novel è oggi posseduta dalla Stanford University che conserva una raccolta di oltre 8.000 volumi ed all'argomento dedica anche uno specifico spazio sul web.
Una lunga trattazione su questo genere di romanzi si trova nel volume An Introduction to the Detective Story (1987) di Le Roy Panek.

## Autori rappresentativi
- Burt L. Standish, pseudonimo di Gilbert Patten